# Sofia Mabergs
Sofia Mabergs, née le 9 avril 1993 à Malung (Suède), est une curleuse suédoise. 

## Carrière
Elle fait partie de l'équipe suédoise vainqueur du tournoi féminin de curling aux Jeux olympiques d'hiver de 2018.
Elle remporte la médaille d'argent aux Championnats d'Europe de curling en 2016 et en 2017 ainsi qu'aux Championnats du monde de curling en 2018 et 2019 et est médaillée de bronze aux Championnats d'Europe mixtes en 2008.
Elle est championne du monde junior en 2010.